# Campamento (métro de Madrid)
Pour les articles homonymes, voir Campamento.
Campamento est une station de la ligne 5 du métro de Madrid, en Espagne.

## Situation
La station est située entre Empalme au sud-est, en direction de Alameda de Osuna et Casa de Campo, le terminus, au nord-est.
Elle est établie sous l'avenue du Père-Piquer, dans l'arrondissement de Latina. Elle possède deux voies séparées par un quai central, ainsi que deux quais latéraux.

## Historique
La station est ouverte au public le 4 février 1961 et fait alors partie de la ligne ferroviaire suburbaine de Carabanchel à Chamartín de la Rosa (F.C. Suburbano de Carabanchel a Chamartín de la Rosa) qui relie Carabanchel et Plaza de España. Le 17 décembre 1981, la ligne est intégrée au réseau de métro et devient la ligne 10. Le 22 octobre 2002, la section comprise entre les stations Aluche et Casa de Campo est réunie avec la ligne 5.

## Service des voyageurs

### Accueil
La station possède deux accès équipés d'escaliers, mais sans escalier mécanique ni ascenseur. 

### Intermodalité
La station est en correspondance avec les lignes d'autobus no 36, 39, 121, 131, H et N19 du réseau EMT, ainsi qu'avec les lignes d'autobus interurbains no 495, 511, 512, 513, 514, 516, 518, 521, 522, 523, 524, 528, 534, 539, 541, 545, 546, 547, 548, 551, 560, 562, 563, 564, 573, 581, N501, N502, N503, N504 et N905.